# Osoriella tahela
Osoriella tahela är en spindelart som beskrevs av Antonio D. Brescovit 1998. Osoriella tahela ingår i släktet Osoriella och familjen spökspindlar. Inga underarter finns listade i Catalogue of Life.